# Pierre de Perrien
Pierre Ier de Perrien (né en 1612 et mort en 1671), marquis de Crenan, Grand Échanson de France, commanda la compagnie des chevau-légers du maréchal de La Meilleraye. Il fut l'un des actionnaires de la socièté Carrosse à cinq sols.

## Biographie
Fils de Maurice de Perrien et d'Anne-Marie (d')Urvoy des Fermes, dame de Crénan, il bénéficia de la charge de grand bouteiller de France par la démission de son beau-frère, le comte Jean VIII de Bueil, † 1665, dont il hérita les fiefs, notamment Bueil et Marans (il avait déjà fait de même pour les fiefs de son premier beau-père, Louis de Bueil-Courcillon — issu d'une branche cadette des Bueil, cousin germain du père de Jean VIII, le comte René de Bueil-Sancerre — dont il avait de surcroît relevé le nom en 1654). II épousa :  
1. le 15 mai 1645, Madeleine de Bueil, dame de Courcillon, La Mothe-Achard, Brandois, fille unique de Louis de Bueil, seigneur de Courcillon et de La Marchère (fils de Catherine de Montecler de Bourgon x Claude de Bueil de Courcillon et La Marchère, lui-même fils cadet du comte Louis de Bueil-Sancerre et de Jacqueline de La Trémoille dame de Marans, Ré, La Mothe-Achard, Brandois, Ste-Hermine, Gençay), et de Renée de Couette(s) (une famille d'Anjou-Maine). Ils eurent pour enfants : 
  1. Pierre II de Perrien de Bueil-Courcillon, † 1702, marquis de Crenan, sire de Courcillon, colonel du régiment de la Reine en 1675, à la tête duquel il servit au siège de Mons en 1678. Il fut fait brigadier d'infanterie (1683), gouverneur militaire de Casal (1687), maréchal de camp (1688), lieutenant général (1693), et gouverneur militaire de Condé-sur-l'Escaut (1697). Il eut l'épaule fracassée d'un coup de mousquet, fut fait prisonnier à la bataille de Crémone le 1er février 1702, et mourut le 9 février suivant, sans alliance ;
  2. Marie-Madeleine de Perrien ; Anne-Louise de Perrien de Bueil-Courcilllon[3] (x Olivier de Bellingant de Kerbabu : d'où Jeanne-Françoise de Bellingant, x 1682 Claude comte de Lannion : les Perrien-Crenan-Bueil-Courcillon vont se fondre dans les Lannion) ; Élisabeth/Marie de Perrien (morte en janvier 1700), fille d'honneur de la Reine ; Mariette/Moricette et Charlotte de Perrien, religieuses respectivement au Calvaire de St-Brieuc et à l'abbaye du Lys.
2. en 1654, Anne de Bueil de Marans, fille du comte René et sœur cadette de Jean VIII de Bueil de Marans. De ce second lit sont issus Jean de Perrien de Bueil, sire de Bueil et comte de Marans, et Armand de Perrien : Sans postérité ; Marans passe aux Mesgrigny, Renée de Bueil, une sœur d'Anne de Bueil, ayant épousé François de Mesgrigny.

## Source
- Père Anselme, Histoire généalogique, p. 586